# Замок Ванцлебен
Замок Ванцлебен (нем. Burg Wanzleben) — равнинный замок на северной окраине города Ванцлебен на бывшей военной дороге из Магдебурга в Хадмерслебен. Включён в туристский маршрут «Дорога романики». Фортификационные сооружения замка составляют крепостные стены, ров и вал перед рвом. Замок был опоясан болотами и небольшой речкой.
Впервые упоминается как «славянский замок» в 889 году в документах аббатства Гандерсхайм. C XII по XIV век аббатством управляли владельцы замка, фон Ванцлебены. 
В период с X по XIII век в крепости возвели 30-метровый бергфрид в романском стиле, который хорошо сохранился, и теперь является символом замка.
В 1373 году фон Ванцлебены продали замок архиепископу Магдебургскому, Петеру Хелито (нем. Peter Jelito).
C 1583 года комплекс сооружений расширяется. После окончания Тридцатилетней войны замок перешел во владение города Ванцлебена. В это время здесь появились усадьба, пивоварня, зернохранилище и конюшня.
В XVIII-XIX веках жилые и хозяйственные постройки были вновь реконструированы и расширены.
До 1945 года замком и прилегающими к нему землями управлял королевский арендатор.
После образования в ГДР сельскохозяйственных производственных кооперативов (СХПК) в замке разместилась региональная администрация СХПК.
В 1993 году замок был приобретен потомком последнего арендатора и реконструировался с 1996 года. С 2003 года замок служит гостиницей с конференц-центром и рестораном, который расположился в здании бывшей конюшни.